# Felipe Trigo
Felipe Trigo y Sánchez-Mora (Villanueva de la Serena, 13 de febrero de 1864-Madrid, 2 de septiembre de 1916) fue un escritor español, que previamente se desempeñó como médico rural y militar.

## Biografía
Felipe Trigo y Sánchez-Mora nació el 13 de febrero de 1864 en la localidad de Villanueva de la Serena —ubicada en la provincia de Badajoz, hijo de Félix Trigo Riesco (1825-1869) e Isabel Sánchez-Mora Moyo (1824-1884). Creció en el seno de una familia de clase media acomodada que pasó a tener dificultades económicas a causa de la temprana muerte del padre.
Cursó el bachillerato en Badajoz y la carrera de Medicina en el Hospital de San Carlos de Madrid. Su experiencia como estudiante forastero en la capital la plasmaría en la novela En la carrera.
Tras licenciarse, casado ya con su compañera de facultad, Consuelo Seco de Herrera, ejerció como médico titular en los pueblos pacenses de Trujillanos y Valverde de Mérida, circunstancia biográfica que también novelizaría en El médico rural.
En su juventud, Felipe Trigo profesó un socialismo marxista ortodoxo, y llegó a publicar una serie de nueve artículos en El Socialista. Más adelante evolucionó a un reformismo radical pequeño-burgués, en la línea de Melquíades Álvarez, al que dedicó encomiásticamente el prólogo de Jarrapellejos, su principal obra.
Hastiado de la vida rural, entró por oposición en el Cuerpo de Sanidad Militar. Su primer destino fue Sevilla, donde comenzó su actividad periodística que ya había intentado en Madrid. De Sevilla pasó a Trubia, como médico de la fábrica de armas. Años después marchó voluntario a unas Filipinas en plena rebelión. Destinado como médico en Fuerte Victoria, en realidad un destacamento de prisioneros tagalos, estuvo a punto de perder la vida durante una escaramuza. Los sublevados le asestaron no menos de siete machetazos, dejándolo por muerto. Trigo, sin embargo, consiguió huir a campo través, en espantosas condiciones. Con una mano inutilizada, fue repatriado como mutilado de guerra, con el grado de teniente coronel. La prensa le recibió como «el héroe de Fuerte Victoria» y llegó a ser propuesto para la Cruz Laureada de San Fernando. Rechazando la posibilidad de capitalizar políticamente su celebridad, en 1900 se retiró del Ejército y fijó su residencia en Mérida para dedicarse en exclusiva a la literatura.

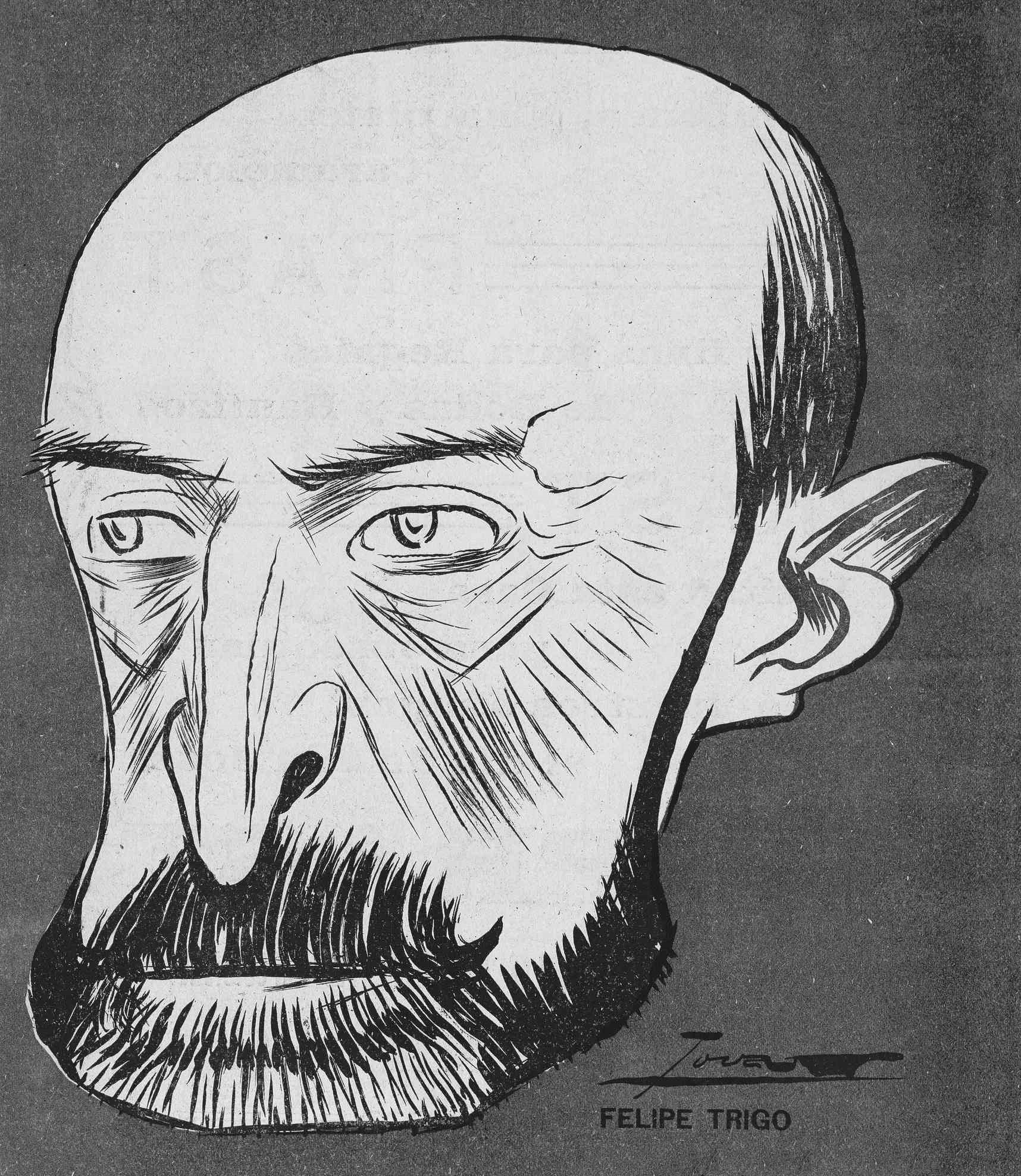
Caricaturizado por Tovar en Madrid Cómico.

El éxito arrollador de su primera novela, Las ingenuas, en la que relata su dramática peripecia filipina, le convirtió en un auténtico best seller, tanto en España como en América; le permitió llevar una vida de lujo, a caballo entre su Extremadura natal y su chalé de la Ciudad Lineal madrileña, y le dio acceso a los círculos sociales más selectos, ganándose fama de gran señor, dandi y donjuán. En menos de quince años, publicó diecisiete novelas, varias novelas cortas (en las célebres y popularísimas colecciones El Cuento Semanal, primero, y La Novela Corta, ya al final de su vida) y varios relatos, todos ellos con gran acogida del público.
En pleno apogeo de su popularidad, el 2 de septiembre de 1916, Felipe Trigo acabó de un tiro con su vida, siendo enterrado en el cementerio de Canillejas. Las razones de su suicidio no están por completo claras. En la nota de despedida y perdón que dejó a su familia, el escritor parece aludir a una enfermedad incurable y mortal; pero es más probable que la enfermedad que en realidad temiese fuera la locura, que venía acechándole de antiguo en forma de una aguda neurastenia. El propio escritor narra en su novela póstuma Si sé por qué un intento anterior de suicidio que, supuestamente, habría llevado a cabo en 1911 durante una estancia en Buenos Aires.
Durante la dictadura franquista, sobre Felipe Trigo, como sobre tantos otros escritores de su época y características, cayó el silencio editorial y crítico. Sólo a partir de la Transición se reeditaron sus novelas más importantes.

## Obra

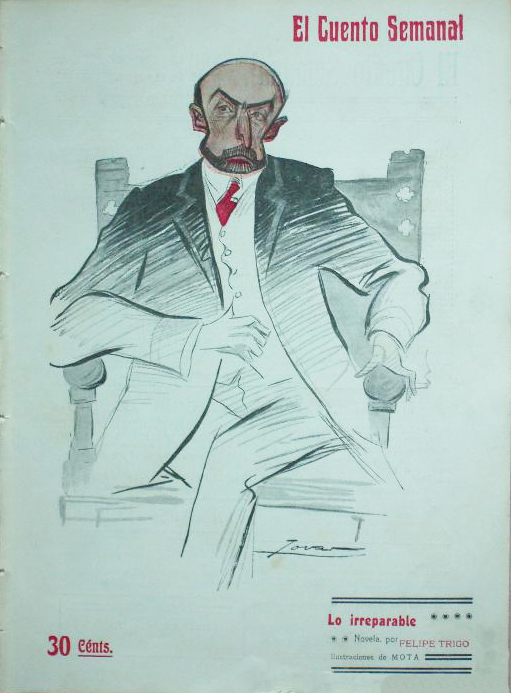
Lo irreparable, nº 111 de El Cuento Semanal (12 de febrero de 1909). Portada por Tovar.

### Ficción
La mayor parte de las novelas y relatos cortos de Felipe Trigo tienen como tema principal el erotismo. Trigo criticaba en estas novelas la hipocresía y los prejuicios de la sociedad española en lo relativo a la moral sexual. El autor es, sin embargo, más recordado por dos obras en las que, aunque lo erótico está también presente, priman sus inquietudes regeneracionistas, cercanas a las ideas de los miembros de la generación del 98. Son éstas El médico rural (1912), en la que, con abundantes elementos autobiográficos, critica enérgicamente la miseria y la ignorancia en la que viven los campesinos extremeños; y, sobre todo, Jarrapellejos, novela varias veces reeditada y llevada al cine en 1988 por Antonio Giménez-Rico, que denuncia los males del caciquismo en la sociedad española de la Restauración.
Una relación casi completa de la producción de Felipe Trigo sería la siguiente, por orden cronológico:
- Las ingenuas (1901)
- La sed de amar (Educación social) (1903)
- Alma en los labios (1905)
- Del frío al fuego (Ellas a bordo) (1906)
- La Altísima (1907)
- La bruta (1908)Mi prima me odia, nº 23 de Los Contemporáneos (4 de junio de 1909). Portada de Romero Calvet.
- Las posadas del amor (1908)

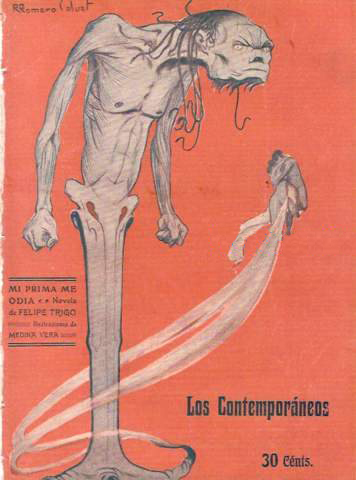
Mi prima me odia, nº 23 de Los Contemporáneos (4 de junio de 1909). Portada de Romero Calvet.

- Sor Demonio (El honor de un marido hidalgo y metafísico) (1909)
- En la carrera (Un buen chico estudiante en Madrid) (1909)
- Cuentos ingenuos (1909)
- Las Evas del paraíso (1909)
- Las posadas del amor (1909)
- A todo honor (1909)
- El cínico (1909)
- Mi prima me odia (1909)
- Mi media naranja (1910)
- Además del frac (1910)
- La clave (1910)
- A prueba (1910)
- Así paga el diablo (1911)
- El médico rural (1912)
- El náufrago (1912)
- El papá de las bellezas (1913)Cubierta de Cuentos ingenuos.
- Los abismos (1913)
- Jarrapellejos (Vida arcádica, feliz e independiente de un español representativo) (1914)
- En camisa rosa (1916)
- En mi castillo de luz (Diario de un alma bella) (1916, póstuma; atribuida por Julio Cejador a Julia, hija del escritor)
- Si sé por qué (1916, póstuma)
- Murió de un beso (1925, póstuma e incompleta).

Cabe citar también dos volúmenes recopilatorios de novelas cortas: La de los ojos color de uva — Reveladoras — Lo irreparable (1905) y Así paga el diablo — A prueba — El gran simpático (1916).

### No ficción
Felipe Trigo escribió también ensayos en los que explicitó sus opiniones políticas. El más destacado es quizá su libro Socialismo individualista, publicado en 1904. Cabe citar además:
- La campaña de Filipinas (Impresiones de un soldado) (1897)
- El amor en la vida y en los libros (1908)
- Crisis de la civilización (La guerra europea) (1915).